# カルロス・クエンティン
カルロス・ホセ・クエンティン（Carlos Josè Quentin, 1982年8月28日 - ）は、アメリカ合衆国カリフォルニア州ベルフラワー出身のプロ野球選手（外野手）。右投右打。

## 経歴
スタンフォード大学在籍時には3年連続でメンズ・カレッジ・ワールドシリーズに出場した経験を持つ。

### ダイヤモンドバックス時代
2003年にMLBドラフト1巡目でアリゾナ・ダイヤモンドバックスへ入団。この年にトミー・ジョン手術を受けたため全休。
2004年にはA級とAA級でマイナーリーグシーズン新記録となる43死球を記録。
2006年7月20日にメジャーデビューを果たした。ショーン・グリーンの後釜として期待され2007年シーズンを迎えたが、2度の故障者リスト入りのため出場試合数が81に留まり、打率・本塁打・打点の打撃3部門は昨年を下回る成績に終わり、レギュラーの座をジャスティン・アップトンに奪われた。チームは地区優勝を果たしプレーオフへ駒を進めたが、クエンティンはロースターから外され、シーズン終了後に痛めていた左肩の手術を受けた。

### ホワイトソックス時代
2007年12月3日にトレードでシカゴ・ホワイトソックスへ移籍した。
2008年は開幕前は外野手の4、5番手を大学時代からの親友であるブライアン・アンダーソンと争っていたが、ジェリー・オーウェンスが開幕前に故障者リスト入りとなりレギュラーの枠が空いた。シーズン初出場は開幕3戦目のインディアンス戦。それ以降本塁打を量産し、8月末の時点でリーグ最多の36本塁打を記録し、チームメイトは賛辞を惜しまず、A.J.ピアジンスキーは「彼以外にMVPは誰がいるんだ？もちろん彼が獲るべきだろう」と発言。しかし、9月1日のインディアンス戦の第4打席でファウルした後にバットを右手で殴り手首骨折し、シーズンを終えた。自己最高の打率.288、36本塁打、100打点を挙げた。
2009年も故障の影響で99試合にしか出場できなかった。しかしながら、2年連続で20本塁打以上を記録。
2010年は自己最多の131試合に出場したが、開幕直後の不振や途中の故障などがあり、打率は.243にとどまった。本塁打（26本）と打点（87打点）は、いずれも2008年に次ぐ数字となったが、30本塁打と100打点には届かなかった。
2011年は終盤に肩を痛めて出場118試合にとどまりながら、24本塁打、77打点と活躍し、2度目のオールスターに出場。

### パドレス時代
2011年12月31日にサイモン・カストロ、ペドロ・ヘルナンデスとのトレードサンディエゴ・パドレスへ移籍した。開幕前に、左膝を負傷し関節鏡手術を受けた。2012年5月28日に復帰した。最終的に、1年を通してクリーンナップとして活躍した。7月22日、3年総額2700万ドル（4年目・2016年の1000万ドルの相互オプション付き）で契約延長した。
2013年4月11日のロサンゼルス・ドジャース戦でザック・グレインキーと乱闘になった。その後の検査の結果、グレインキーに左鎖骨骨折で全治8週間の怪我をおわせ、8試合の出場停止の処分を下された。6年連続2ケタ本塁打となる13発を放ったが、2ケタ本塁打を記録したシーズンとしては最低の数値である。
2014年、左膝の故障で自己最少の50試合出場に終わり大不振を極めた。打率.177・4本塁打・18打点はいずれもメジャー自己最低であり、特に打率が.200に満たなかったのは初である。

### パドレス退団後
2015年4月5日にクレイグ・キンブレル、メルビン・アップトン・ジュニアとのトレードで、キャメロン・メイビン、マット・ウィスラー、ジョーダン・パローベックとともにアトランタ・ブレーブスに移籍したが、7日にDFAとなり、14日にFAとなる。4月22日にシアトル・マリナーズとマイナー契約を結ぶが、5月1日に左膝の慢性的な痛みを理由に引退を表明する。
2016年2月1日にミネソタ・ツインズとマイナー契約を結び現役復帰。招待選手として参加したスプリングトレーニングでは15試合で2本塁打を放つが、3月29日にFAとなった。7月12日にメキシカンリーグのプエブラ・パロッツと契約。
2017年2月8日にボストン・レッドソックスとマイナー契約を結ぶ。4月2日にFAとなる。7月11日にメキシカンリーグのモンクローバ・スティーラーズと契約。オフにFAとなった。

## 詳細情報

### 年度別打撃成績
| 年 度    | 球 団    | 試 合 | 打 席 | 打 数 | 得 点 | 安 打 | 二 塁 打 | 三 塁 打 | 本 塁 打 | 塁 打 | 打 点 | 盗 塁 | 盗 塁 死 | 犠 打 | 犠 飛 | 四 球 | 敬 遠 | 死 球 | 三 振 | 併 殺 打 | 打 率 | 出 塁 率 | 長 打 率 | O P S |
| -------- | -------- | ----- | ----- | ----- | ----- | ----- | -------- | -------- | -------- | ----- | ----- | ----- | -------- | ----- | ----- | ----- | ----- | ----- | ----- | -------- | ----- | -------- | -------- | ----- |
| 2006     | ARI      | 57    | 191   | 166   | 23    | 42    | 13       | 3        | 9        | 88    | 32    | 1     | 0        | 1     | 1     | 15    | 2     | 8     | 34    | 6        | .253  | .342     | .530     | .872  |
| 2007     | ARI      | 81    | 263   | 229   | 29    | 49    | 16       | 0        | 5        | 80    | 31    | 2     | 2        | 1     | 4     | 18    | 1     | 11    | 54    | 5        | .214  | .298     | .349     | .647  |
| 2008     | CWS      | 130   | 569   | 480   | 96    | 138   | 26       | 1        | 36       | 274   | 100   | 7     | 3        | 0     | 3     | 66    | 0     | 20    | 80    | 16       | .288  | .394     | .571     | .965  |
| 2009     | CWS      | 99    | 399   | 351   | 47    | 83    | 14       | 0        | 21       | 160   | 56    | 3     | 0        | 0     | 2     | 31    | 2     | 15    | 52    | 11       | .236  | .323     | .456     | .779  |
| 2010     | CWS      | 131   | 527   | 453   | 73    | 110   | 25       | 2        | 26       | 217   | 87    | 2     | 2        | 0     | 4     | 50    | 3     | 20    | 83    | 16       | .243  | .342     | .479     | .821  |
| 2011     | CWS      | 118   | 483   | 421   | 53    | 107   | 31       | 0        | 24       | 210   | 77    | 1     | 1        | 0     | 5     | 34    | 0     | 23    | 84    | 7        | .254  | .340     | .499     | .838  |
| 2012     | SD       | 86    | 340   | 284   | 44    | 74    | 21       | 0        | 16       | 143   | 46    | 0     | 1        | 0     | 3     | 36    | 2     | 17    | 41    | 6        | .261  | .374     | .504     | .877  |
| 2013     | SD       | 82    | 320   | 276   | 42    | 76    | 21       | 0        | 13       | 136   | 44    | 0     | 0        | 0     | 4     | 31    | 0     | 9     | 55    | 7        | .275  | .363     | .493     | .855  |
| 2014     | SD       | 50    | 155   | 130   | 9     | 23    | 6        | 0        | 4        | 41    | 18    | 0     | 0        | 0     | 4     | 17    | 0     | 4     | 33    | 5        | .177  | .284     | .315     | .599  |
| MLB：9年 | MLB：9年 | 834   | 3247  | 2790  | 416   | 702   | 173      | 6        | 154      | 1349  | 491   | 16    | 9        | 2     | 30    | 298   | 10    | 127   | 516   | 79       | .252  | .347     | .484     | .831  |

- 各年度の太字はリーグ最高

### 表彰
- シルバースラッガー賞 1回（2008年）

### 記録
- オールスター選出 2回（2008年、2011年）

### 背番号
- 7 (2006年 - 2007年)
- 20 (2008年 - 2011年)
- 18 (2012年 - 2014年)
- 91 (2016年 - )